# Ksenia Solo
Ksenia Solo (Russisch: Ксения Соло) (Letland, 11 oktober 1987) is een Canadese actrice, geboren in Letland. Ze is voornamelijk werkzaam in Hollywood. Solo won in zowel 2005, 2006 (beide voor haar rol in de jeugdserie Renegadepress.com) als 2011 (voor die in Lost Girl) een Gemini Award.